# Mateo Nicolás Suárez
Mateo Nicolás Suárez Álves (Artigas, 29 maggio 1997) è un calciatore uruguaiano, centrocampista dell'Artigas.

## Caratteristiche tecniche
È un trequartista.

## Carriera
Cresciuto nel settore giovanile del Cerro Largo ha debuttato in prima squadra il 1º aprile 2018 disputando l'incontro di Segunda División Profesional vinto 2-0 contro il Villa Española.

## Palmarès

### Competizioni nazionali
- Segunda División Profesional de Uruguay: 1

Cerro Largo: 2018